# Worthington (Iowa)
Worthington – miasto w Stanach Zjednoczonych, w stanie Iowa, w hrabstwie Dubuque. W 2000 roku liczyło 381 mieszkańców.